# Chuck Evans (football américain)
(en) Statistiques sur pro-football-reference et pro-football-reference
Charles Evans II, né le 16 avril 1967 à Augusta et mort le 12 octobre 2008 à Atlanta, est un joueur américain de football américain.

## Enfance
Evans fait ses études à la Glenn Hills High School dans sa ville natale d'Augusta. Il sort diplômé de cette école en 1986 et reçoit une bourse d'études pour intégrer l'équipe de football américain de l'Université Clark Atlanta.

## Carrière
Le joueur fait son service militaire au sein de l'United States Marine Corps et continue son cursus au sein de l'université Clark Atlanta avant de faire son entrée dans le milieu professionnel. Chuck Evans est sélectionné au onzième tour de la draft 1992 de la NFL par les Vikings du Minnesota au 295e choix. Après deux années comme remplaçant, il devient fullback titulaire au sein des Vikings dans une période où la franchise violette est redoutable au niveau de son attaque sous la direction de Brian Billick. Evans reste quatre saisons à un poste fort.
Après la saison 1998, il est laissé libre par les Vikings et s'engage pour trois ans avec les Ravens de Baltimore. Evans remporte le Super Bowl XXXV avant de mettre un terme à sa carrière après l'année 2000.
Le 12 octobre 2008, Chuck Evans décède d'un arrêt cardiaque. 